# Megachile tetrodonta
Megachile tetrodonta är en biart som beskrevs av Pasteels 1965. Megachile tetrodonta ingår i släktet tapetserarbin, och familjen buksamlarbin. Inga underarter finns listade i Catalogue of Life.